# Jean-Baptiste Vallin de la Mothe
Jean-Baptiste Michel Vallin de la Mothe (1729 - 7 de mayo de 1800) fue un arquitecto francés cuya parte importante de su carrera se desarrolló en San Petersburgo, donde se convirtió en arquitecto de la corte de Catalina II.

## Biografía

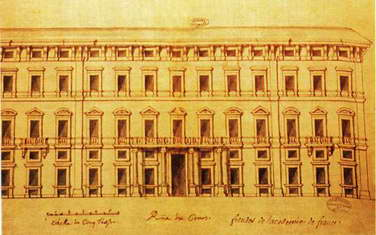
Dibujo de 1752 de Vallin de la Mothe de la fachada del Palacio Mancini en Via del Corso en Roma.

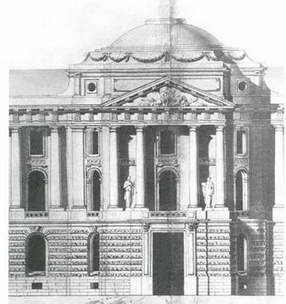
El proyecto de la Academia de las Artes. Fragmento de la fachada

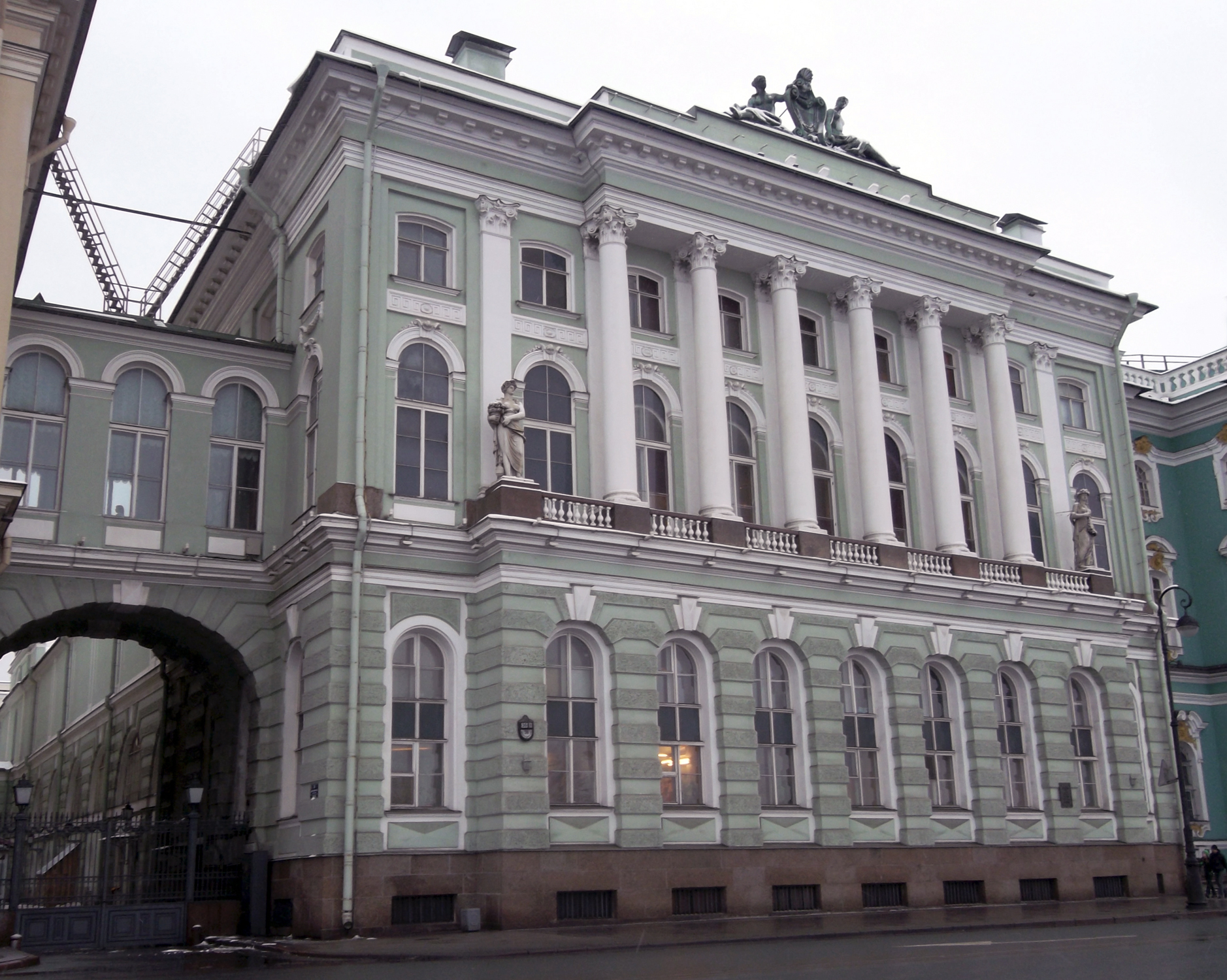
Pequeño Hermitage, San Petersburgo

Jean-Baptiste Michel Vallin de la Mothe nació en Angulema, primo del arquitecto y profesor Jacques-François Blondel, con el que se supone que estudió. A partir de 1750, Vallin de la Mothe pasó dos años estudiando en la Academia Francesa en Roma, aunque no como un pensionnaire oficial. A su regreso a París fue uno de los arquitectos que presentaron proyectos para el concurso de la plaza Luis XV (hoy plaza de la Concordia).
En 1759, Vallin de la Mothe aceptó una oferta que se le extendió a través del embajador ruso Aleksei Petrovich Bestuzhev-Ryumin, impulsado por Blondel, para enseñar arquitectura en San Petersburgo. En la ciudad rusa, Vallin de la Mothe ajustó los diseños de Blondel para un proyecto personal de Iván Shuválov, la Academia Imperial de las Artes (1765-1772), con la forma de una gran plaza abierta con un patio central circular. Como profesor en la Academia, Vallin de la Mothe enseñó a muchos arquitectos rusos que luego serían destacados algún día, incluyendo a Ivan Starov y Vasili Bazhenov; bajo el impulso de Vallin de la Mothe, los prometedores jóvenes rusos fueron enviados a París como aprendices de Charles de Wailly, estableciendo así un sello distintivo francés en el neoclasicismo ruso.
Catalina la Grande había quedado tan impresionada por su trabajo en la Academia que le encargó la construcción de una ampliación de su Palacio de Invierno, que se encuentra al otro lado del río Nevá de la Academia. Esta sería la obra más famosa de Vallin de la Mothe. La edificación se construyó, conocida como el Pequeño Hermitage, y se convirtió en la sede de la colección de arte de Catalina. Esta colección finalmente llegará a ser una de las más grandes del mundo. Hoy en día el Museo del Hermitage de Rusia cuenta con más de 3.000.000 piezas de arte, y cientos de miles de turistas visitan el Pequeño Hermitage de Vallin de la de Mothe, junto con el resto del complejo, todos los años.
De 1761 a 1767, llevó a cabo una serie de otros proyectos. Diseñó el salón del mercado de San Petersburgo, la Great Gostiny Dvor en la avenida Nevski (la calle principal de San Petersburgo), los palacios de Kyrylo Rozumovskyi y Ivan Chernyshyov, el palacio Moika de la casa de Yusúpov (donde fue asesinado Grigori Rasputín)) y el arco de Nueva Holanda. En 1766 se convirtió oficialmente en arquitecto de la corte.
Comenzó, pero no terminó, los trabajos en la iglesia de Santa Catalina. Las obras en la iglesia fueron terminadas por Antonio Rinaldi. En 1775, regresó a su ciudad natal de Angulema, donde vivió el resto de su vida. El hôtel particulier neoclásico que diseñó en la década de 1780 para Louis Thomas de Bardines sobrevive en el n.º 79 de la calle de Beaulieu.

## Proyectos
El archivo de sus obras, conservado en Francia, permite evaluar la creatividad del arquitecto.
- 1761-1785: Gostiny Dvor, una galería comercial ubicado en perspectiva Nevsky, en San Petersburgo;
- 1763-1783: Iglesia de Santa Catalina, en la perspectiva Nevsky;
- 1762-1766: Palacio del conde K. G. Razumovsky;
- 1762-1768: Palacio del conde Chernyshev (no conservado, ver palacio Mariinsky);
- 1764-1788: Edificio de la Academia Imperial de las Artes, San Petersburgo (junto con Kokorinov);
- 1765-1780: diseño de las fachadas de New Holland y su arco ( (junto con SI Chevakinsky);
- 1766-1769: Pequeño Hermitage, San Petersburgo (junto con Yury Felten);
- 1768-1775: Edificio de la Sociedad Económica Libre en la esquina de la perspectiva Nevsky y la plaza Dvortsovaya (no conservado, ver el edificio del Estado Mayor)
- 1770: Palacio de Yusupov en el río Moika;
- 1760: palacio de Hetman (no preservado) en la ciudad de Pochepe del óblast de Bryansk);
- 1760-1762: Finca de campo del conde Alexandre Dimitrievitch Cheremetiev (1859-1931).

Trabajó en el Palacio de Invierno, decorando los interiores en la parte suroriental de la recién ascendida al trono Catalina II (incluyendo el dormitorio, el tocador, la oficina, el baño).

## Galería de imágenes

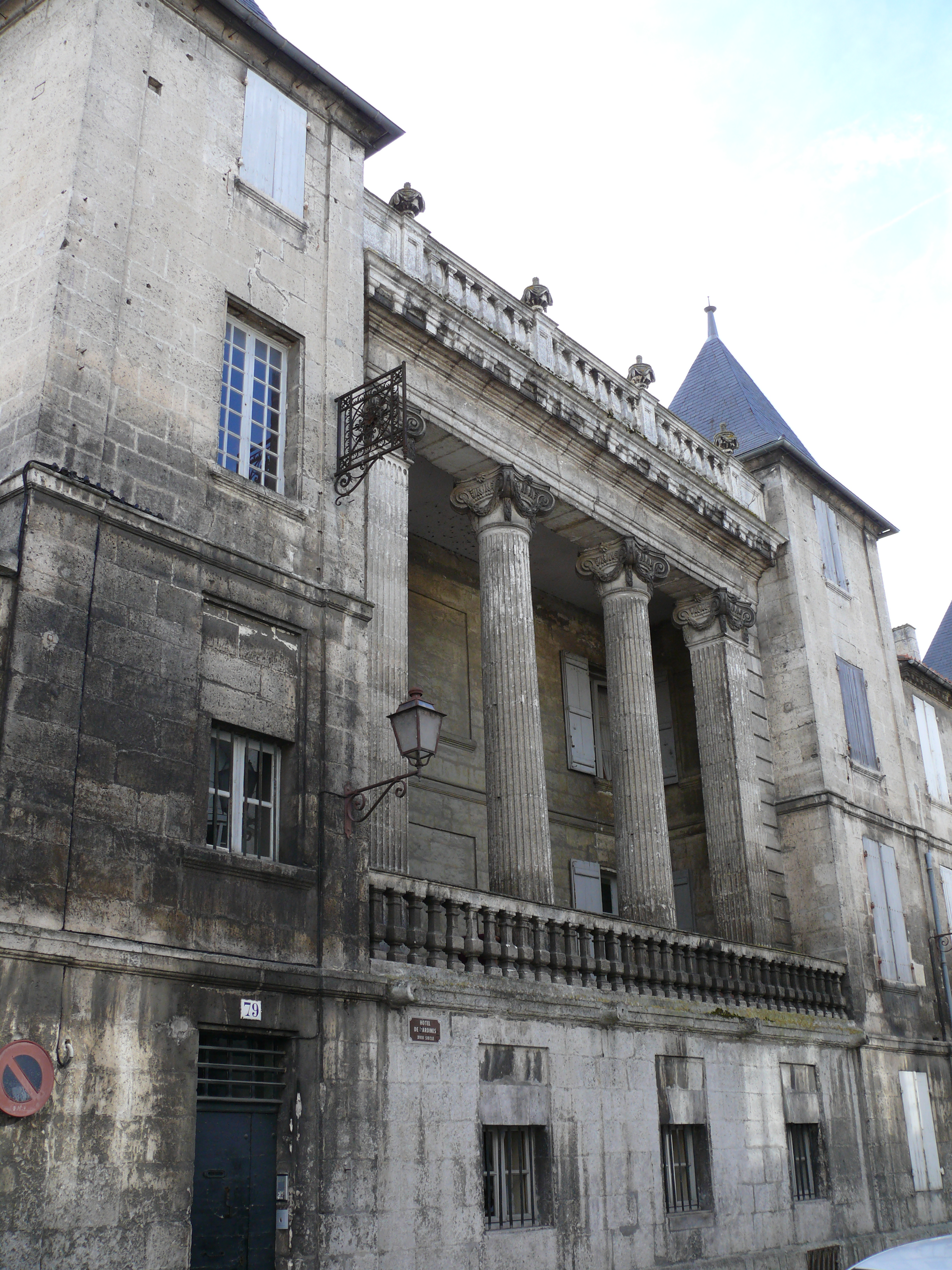
Hôtel de Bardines, Angulema.
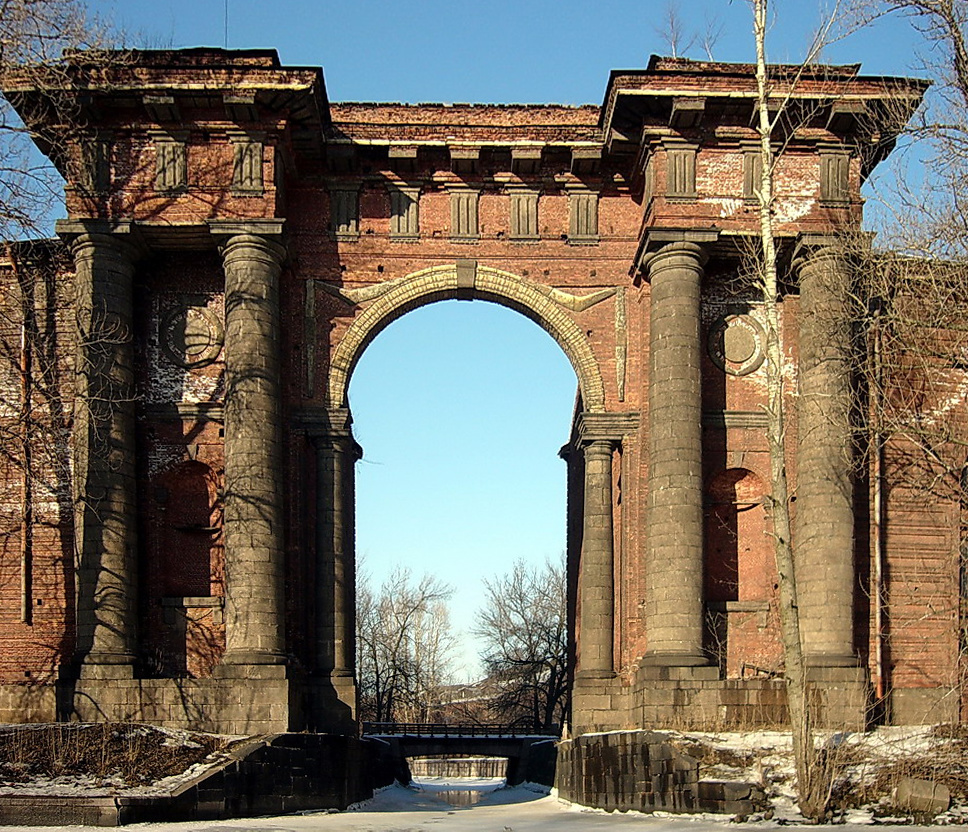
Arco de la Isla Nueva Holanda, San Petersburgo.
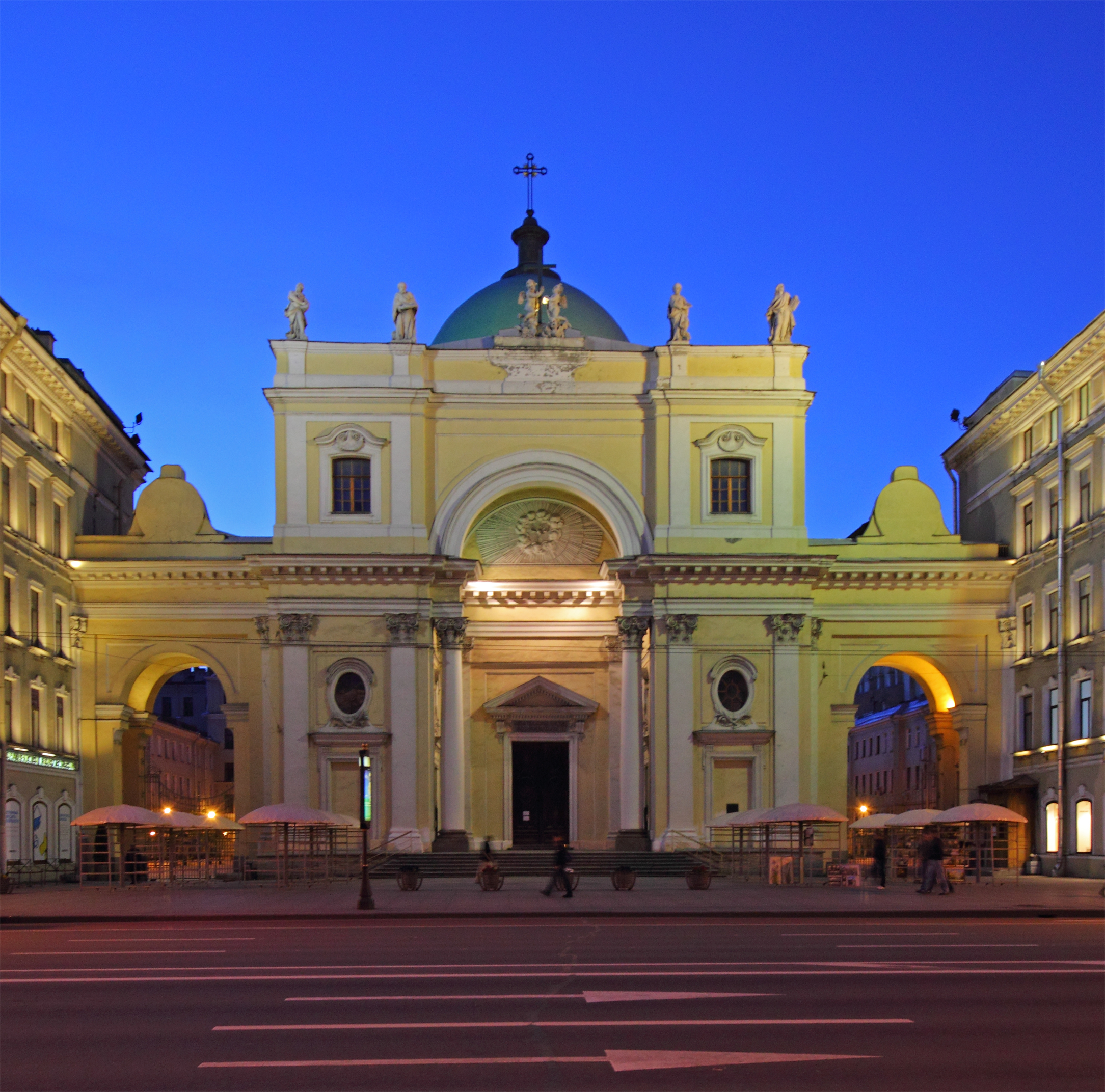
Iglesia de Santa Catalina, San Petersburgo.
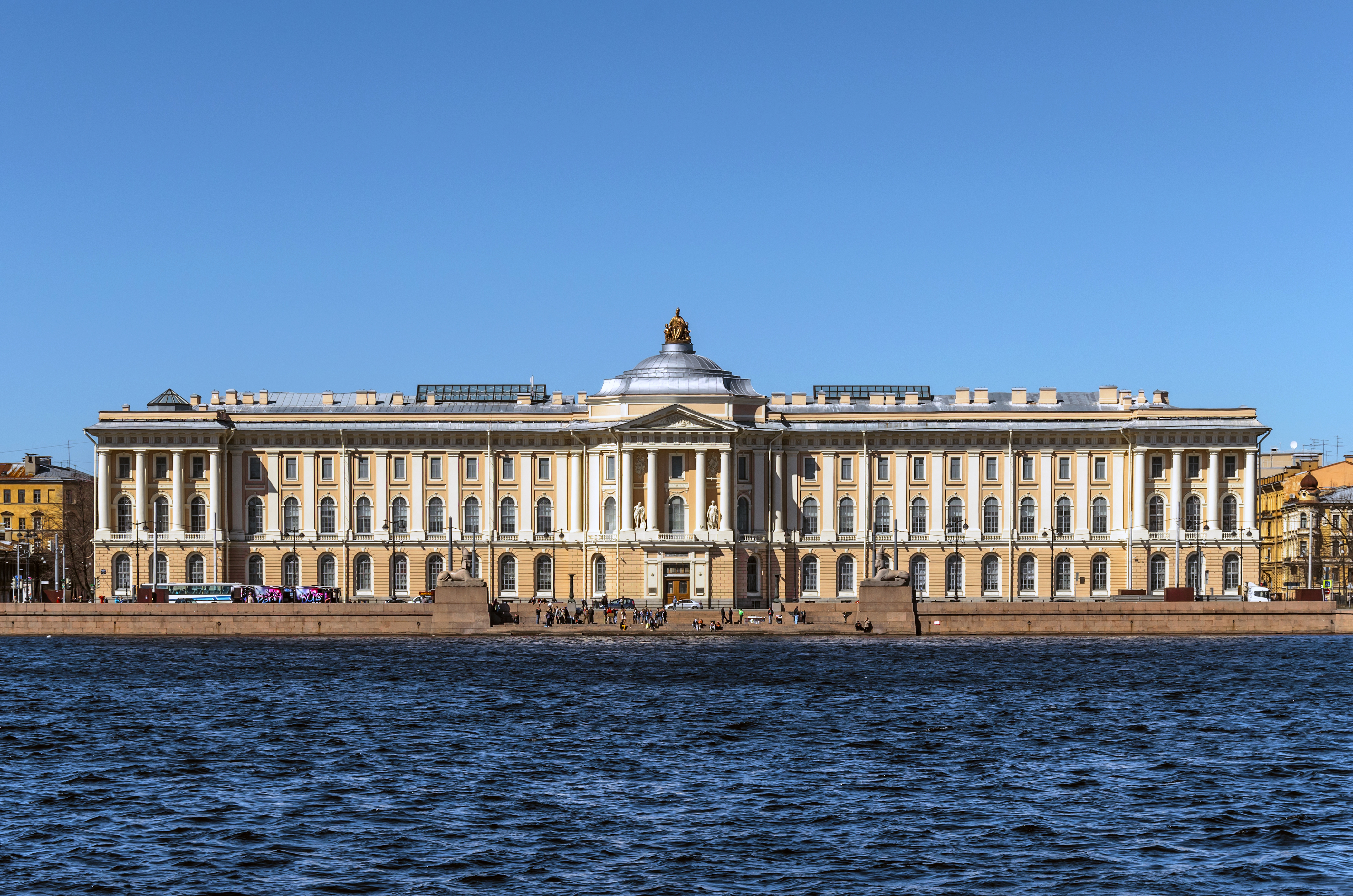
Academia Imperial de las Artes, San Petersburgo.
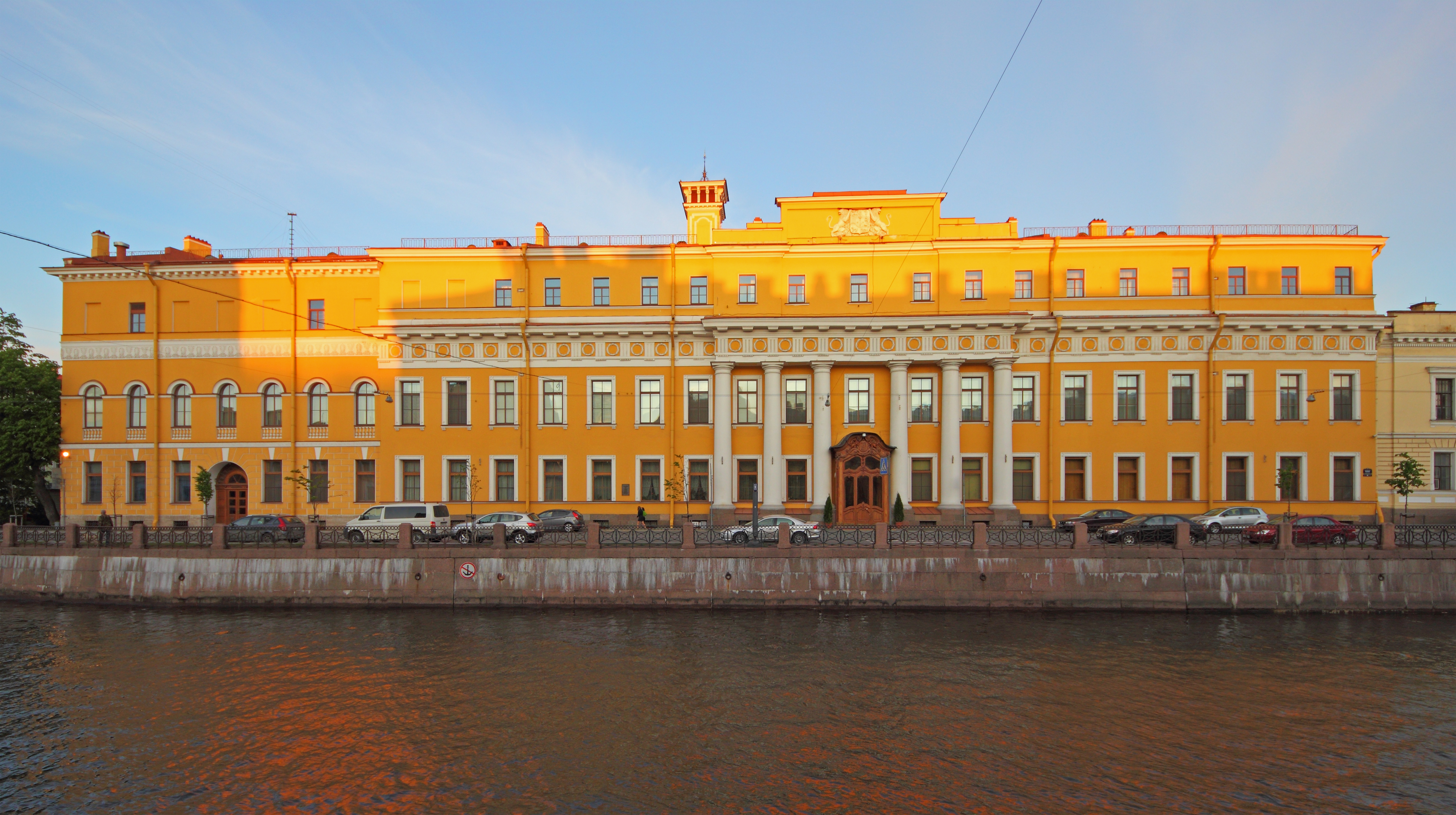
Palacio de Yusupov en el río Moika (1770 )
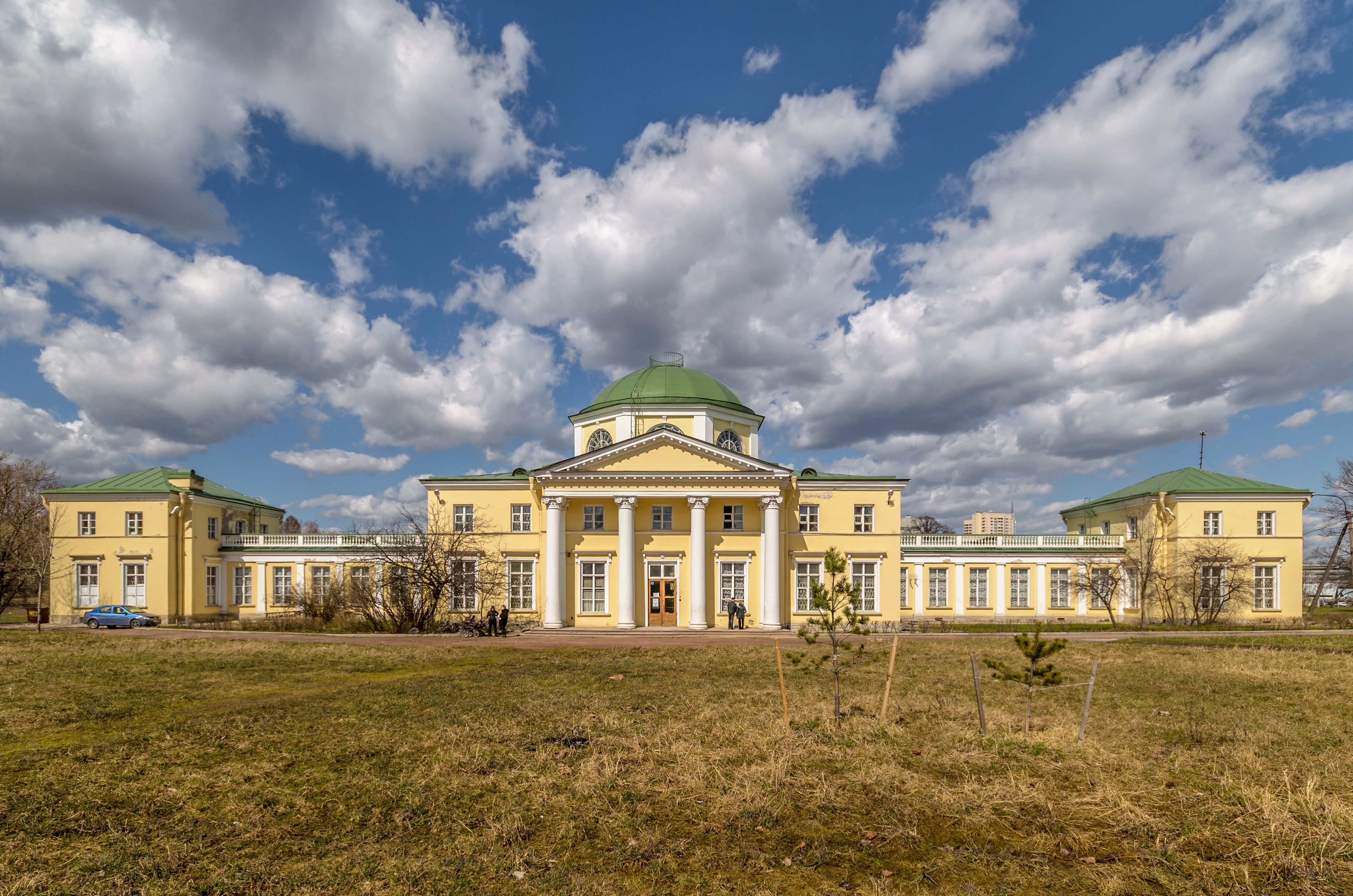
Finca del conde IG Chernyshev